# Drei Mal Leben
Drei Mal Leben (Trois versions de la vie) ist das fünfte Theaterstück der französischen Schriftstellerin Yasmina Reza.

## Handlung
Drei Mal Leben ist ein auf eine klassische Grundsituation reduziertes 4-Personen-Stück. Das Ehepaar Finidori (Hubert und Ines) besucht ein anderes, durch ein Versehen allerdings einen Tag zu früh, was den Hauptkonflikt noch schneller freilegt und zuspitzt. An sich geht es um die Frage, ob der Hausherr Henri seine Karriere durch seinen Gast Hubert protegieren lässt (beide Männer sind Astrophysiker); in den Vordergrund drängt sich an diesem Abend jedoch das Problem, wie Henri mit einer von Hubert scheinbar beiläufig erwähnten Nachricht umgeht, die seine vor dem Abschluss stehende dreijährige Forschungsarbeit möglicherweise zu Makulatur macht. Auch hat das Gastgeber-Ehepaar  ein Kind, das aus dem Kinderzimmer heraus immer wieder nach den Eltern ruft, was immer wieder Streitereien um Erziehungsprinzipien verursacht. Was sich aus all dem an Konfrontationen und wechselnden Koalitionen entwickelt bzw. entwickeln könnte, wird auf der Bühne in drei „Versionen“ (so der Originaltitel) durchgespielt.
Das Stück betont damit den Kunstcharakter des Theaters, soll zeitlos und modern zugleich wirken, verzichtet als Konversationsstück weitgehend auf Aktion und setzt auf die psychologische Konfrontation der beteiligten Personen. Es changiert zwischen Banalität und Ernst und unterhält durch pointierte Dialoge. Die Beurteilung als Boulevardtheaterstück ist kontrovers.

## Aufführungsgeschichte
Das Stück wurde in der Übersetzung von Eugen Helmlé am 29. Oktober 2000 im Wiener Akademietheater in der Inszenierung von Luc Bondy uraufgeführt und entwickelte sich rasch ebenso zum Dauerbrenner wie Rezas erster großer Bühnenerfolg Kunst.
Die Wiener Produktion mit der Besetzung Susanne Lothar, Ulrich Mühe, Andrea Clausen und Sven-Eric Bechtolf hatte so großen Erfolg, dass die Inszenierung zum Theatertreffen im Mai 2001 nach Berlin eingeladen wurde. Andere deutschsprachige Bühnen sicherten sich nach Vorliegen der deutschen Übersetzung umgehend die Aufführungsrechte. Die Bondy-Inszenierung wurde oft zu Gastspielen eingeladen, insgesamt erlebte sie 93 Vorstellungen.
Die Erstaufführung des französischen Originals fand am 7. November 2000 im Théâtre Antoine in Paris statt.
Die Londoner Premiere des Stücks in der Übersetzung von Christopher Hampton, Regie Matthew Warchus, fand am 7. Dezember 2000 im Lyttleton Auditorium des Royal National Theatre statt. Die Rollen spielten Mark Rylance, Harriet Walter, Imelda Staunton und Oliver Cotton.
Das Stück wird inzwischen regelmäßig gespielt, unter anderem in Freiburg (zuletzt im März 2016) und in der Berliner Vagantenbühne unter der Regie von Bettina Rehm.
Am 16. Januar 2020 fand am Berliner Ensemble die Premiere der Inszenierung des Stückes unter der Regie von Andrea Breth statt.

## Buchausgabe
- Drei Mal Leben. Trois versions de la vie. Aus dem Französischen von Eugen Helmlé, Libelle Verlag, Lengwil 2000, ISBN 978-3-909081-87-5.

## Hörbuch
- Yasmina Reza: Drei Mal Leben. Christoph Merian Verlag, Basel 2010, ISBN 978-3-85616-441-6

## Trivia
Eine orthographisch korrekte Version des Titels hätte gelautet: „Dreimal Leben“. Die entsprechende Regel gilt seit 1901 und wurde 1996ff nicht geändert.